# Château de Tarout
 (décembre 2024).
La mise en forme du texte ne suit pas les recommandations de Wikipédia : il faut le « wikifier ».
Les points d'amélioration suivants sont les cas les plus fréquents :
- Les titres sont pré-formatés par le logiciel. Ils ne sont ni en capitales, ni en gras.
- Le texte ne doit pas être écrit en capitales (les noms de famille non plus), ni en gras, ni en italique, ni en « petit »…
- Le gras n'est utilisé que pour surligner le titre de l'article dans l'introduction, une seule fois.
- L'italique est rarement utilisé : mots en langue étrangère, titres d'œuvres, noms de bateaux, etc.
- Les citations ne sont pas en italique mais en corps de texte normal. Elles sont entourées par des guillemets français : « et ».
- Les listes à puces sont à éviter, des paragraphes rédigés étant largement préférés. Les tableaux sont à réserver à la présentation de données structurées (résultats, etc.).
- Les appels de note de bas de page (petits chiffres en exposant, introduits par l'outil «  Source ») sont à placer entre la fin de phrase et le point final[comme ça].
- Les liens internes (vers d'autres articles de Wikipédia) sont à choisir avec parcimonie. Créez des liens vers des articles approfondissant le sujet. Les termes génériques sans rapport avec le sujet sont à éviter, ainsi que les répétitions de liens vers un même terme.
- Les liens externes sont à placer uniquement dans une section « Liens externes », à la fin de l'article. Ces liens sont à choisir avec parcimonie suivant les règles définies. Si un lien sert de source à l'article, son insertion dans le texte est à faire par les notes de bas de page.
- La présentation des références doit suivre les conventions bibliographiques. Il est recommandé d'utiliser les modèles {{Ouvrage}}, {{Chapitre}}, {{Article}}, {{Lien web}} et/ou {{Bibliographie}}. Le mode d'édition visuel peut mettre en forme automatiquement les références.
- Insérer une infobox (cadre d'informations à droite) n'est pas obligatoire pour parachever la mise en page.

Pour une aide détaillée, merci de consulter Aide:Wikification.
Si vous pensez que ces points ont été résolus, vous pouvez retirer ce bandeau et améliorer la mise en forme d'un autre article.
 (décembre 2024).
 (décembre 2024).
Le contenu est difficilement compréhensible vu les erreurs de traduction, qui sont peut-être dues à l'utilisation d'un logiciel de traduction automatique.
Le château de Tarout, également connu sous les noms de palais de Tarout, fort de Tarout, fort portugais ou simplement « le Fort », est un site archéologique situé sur une colline au centre de l'île de Tarout, au sud-ouest de Deira, dans la partie orientale du gouvernorat de Qatif, en Arabie saoudite. La colline, connue sous le nom de Tall Tarut, est estimée à 5 000 ans. Le château lui-même remonterait à l'époque de l'État uyuni et a ensuite été utilisé comme point de défense portugais,.
Les Portugais ont rénové le château au XVIe siècle, plus précisément le 29 mars 1544, lors de leur occupation du golfe Arabique. Le fort a été construit sur les vestiges d'un temple dédié à la déesse phénicienne Astarté ou Inanna, dont est dérivé le nom de « l'île de Tarout ». Les ruines et les fondations du temple d'origine restent visibles sous le château,.
Plusieurs statues et poteries datant de périodes antérieures ont été découvertes à l'intérieur du château de Tarout, notamment des artefacts de l'époque sumérienne, du califat fatimide et de la civilisation de Dilmoun. Cependant, le château est actuellement confronté à plusieurs défis, notamment la fissuration structurelle de ses tours, qui présente un risque d'effondrement. De plus, l'assèchement d'Aïn al-Awda, une source située à l'intérieur du château, a été attribué à l'extraction continue de pétrole dans la région.
Le château de Tarout continue d'attirer l'intérêt de chercheurs et d'expéditions étrangers, notamment l'expédition archéologique danoise et le célèbre chercheur Jeffrey Beebe.

## Archéologie

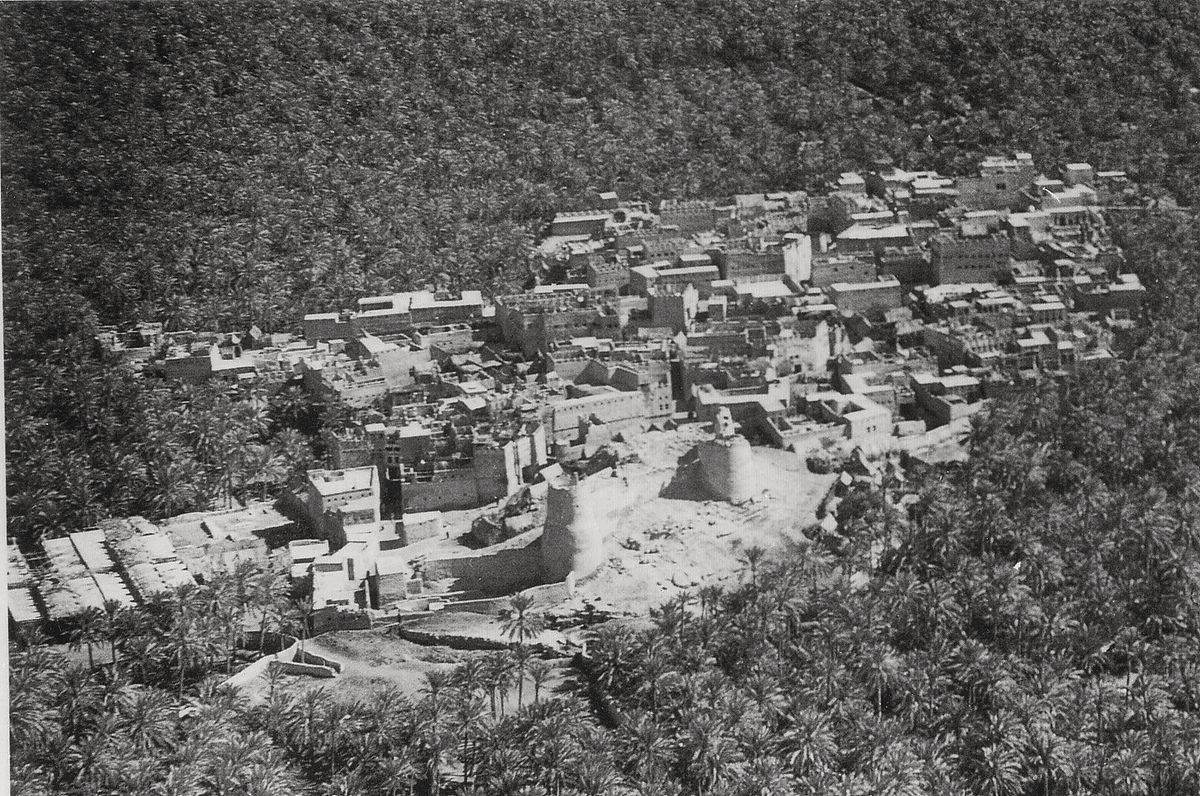
Vue aérienne du quartier de Deira avec le château de Tarout au premier plan.

Les fouilles archéologiques à Tarout Hill indiquent que la colonisation a commencé dès la période d'Obeïd au cinquième millénaire avant J.-C. et s'est poursuivie jusqu'au troisième millénaire avant J.-C., ce qui en fait l'un des plus anciens sites habités de la péninsule Arabique. La taille limitée de la colline et la présence d'une forteresse importante suggèrent que Tarout était plus qu'un simple village. Des études de terrain ont montré que la colline est composée d'un mélange d'argile, de poussière et de gros fragments de calcaire. Sous les fondations de la citadelle, des vestiges d'anciennes structures du troisième millénaire avant J.-C. ont été découverts, notamment des pièces de pierre monolithiques et polies, considérées comme les restes d'un ancien bâtiment ou de plusieurs structures.
Les découvertes archéologiques sont réparties sur quatre périodes historiques distinctes, représentant différentes étapes de la colonisation du site. Les vestiges les plus anciens remontent à la deuxième période d'Obeïd (4300-4000 avant J.-C.), avec une habitation continue jusqu'au troisième millénaire avant J.-C., une époque marquée par l'essor de la civilisation de Dilmoun à la fin de la période de Barbar. La durée historique de l'existence du château est donc estimée entre 4300 avant J.-C. et 500 avant J.-C.
Le Darat du roi Abdulaziz conserve de nombreux artefacts mis au jour sur le site archéologique du fort de Tarout, notamment une statue en or d'Ashtarot, découverte dans l'une des palmeraies de l'île de Tarout. Une large gamme d'objets a été exhumée à Tarout, tels que des statues, des récipients en cuivre et en poterie, et des armes traditionnelles. Notamment, un bol de la civilisation de la vallée de l'Indus, actuellement exposé au Musée national de Riyad. La découverte la plus récente est un ancien canon de guerre, maintenant exposé au Musée régional de Dammam,,,,.
L'une des découvertes les plus importantes est une statue en calcaire trouvée sous les fondations du château de Tarout. La statue, qui présente des caractéristiques de l'art de la civilisation sumérienne, représente un homme debout, nu, mesurant 94 cm de haut, les mains croisées dans une posture de révérence. Trois symboles en forme de ceinture sont sculptés autour de la taille. La statue est datée de l'aube des IIe ou IIIe dynasties, au milieu du troisième millénaire avant J.-C. On suppose que la statue pourrait avoir été un cadeau d'un Mésopotamien à une figure importante de la civilisation de Dilmoun, symbolisant l'amitié et la bonne volonté.
Dans les couches inférieures du monticule du château de Tarout, les archéologues ont fait une découverte importante : de grands récipients en poterie à corps et bords triangulaires, caractéristiques de la civilisation de Jemdet Nasr (3100-2900 avant J.-C.) de la vallée mésopotamienne. De plus, de la poterie jaune orangé de l'aube de la période des dynasties (2900-2350 avant J.-C.) a été mise au jour sous les fondations du château,.
De la poterie du troisième millénaire avant J.-C., connue sous le nom de poterie de Dilmoun, a également été confirmée par des études de terrain et des fouilles à Qal'at Tarout Hill. La poterie de Dilmoun trouvée dans la province orientale présente une grande variété de formes, notamment des jarres cylindriques, en forme de cloche et à côtes avec des côtés profonds et semi-droits, ainsi que des récipients plus petits tels que des assiettes et des tasses à côtés incurvés. Ces artefacts mettent en évidence la diversité et le savoir-faire des anciennes civilisations de la région.